# Київська вулиця (Київ)
Ки́ївська ву́лиця — вулиця у Солом'янському районі міста Києва, селище Жуляни. Пролягає від вулиці Сергія Колоса до Садової вулиці.
Пролягає паралельно Кільцевій дорозі, відповідно, має лише парний бік забудови.

## Історія
Виникла у середині XX століття під такою ж назвою як одна з нових вулиць села Жуляни, куток П'ятихатки.